# Liste des commanderies templières en Estrémadure
Cette liste recense les anciennes commanderies et maisons de l'Ordre du Temple dans l'actuelle communauté autonome d'Estrémadure.

## Histoire et faits marquants

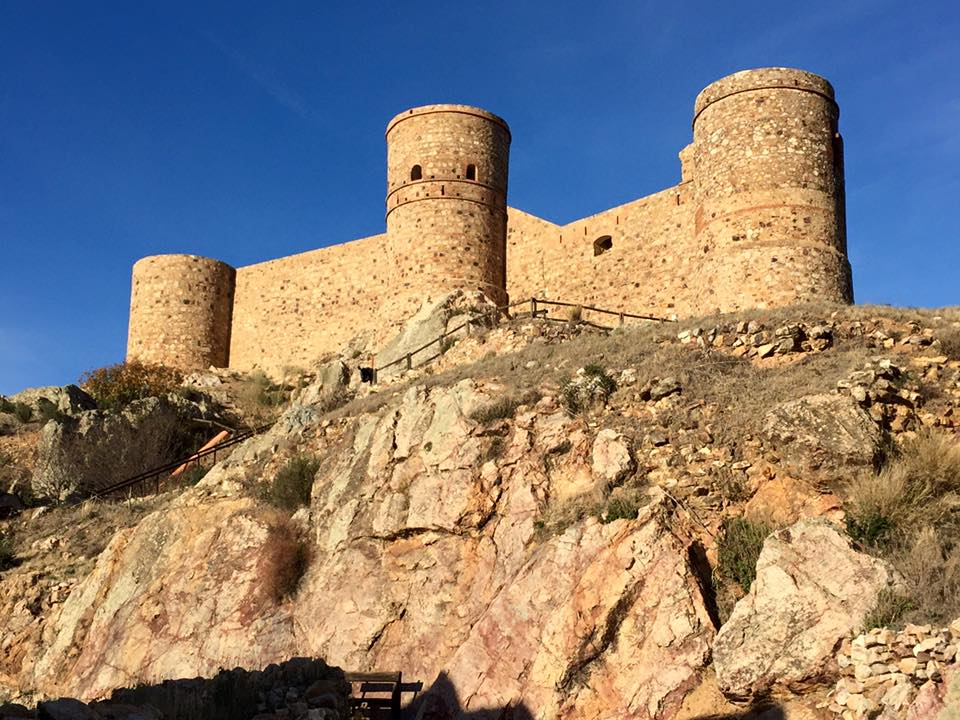
Château et commanderie de Capilla

Cette communauté autonome correspond à une partie des anciens royaumes de Castille et de León conquise vers 1230 avec notamment la prise des villes de Badajoz et Mérida par le roi Alphonse IX de León. Les commanderies établies dans cette région d'Espagne faisaient partie de la province de Castille, León et Portugal aux ordres d'un maître. Cette province ne fut constituée que vers 1220  alors que les templiers étaient déjà présents en Castille-et-León depuis le milieu du XIIe siècle (Voir la liste en Castille-et-León).
Le début du XIVe siècle sera marqué par le procès de l'ordre du Temple qui entraina leur disparition mais les templiers de cette province furent déclarés innocents.
On mentionne vingt sept châteaux templiers dans les royaumes de Castille et León ainsi que trois commanderies en Estrémadure, peut-être une quatrième (Plasencia) qui n'a pas encore fait l'objet d'études approfondies mais ce n'est pas l'opinion de Julián Clemente Ramos et de Juan Luis de la Montaña Conchiña

## Commanderies

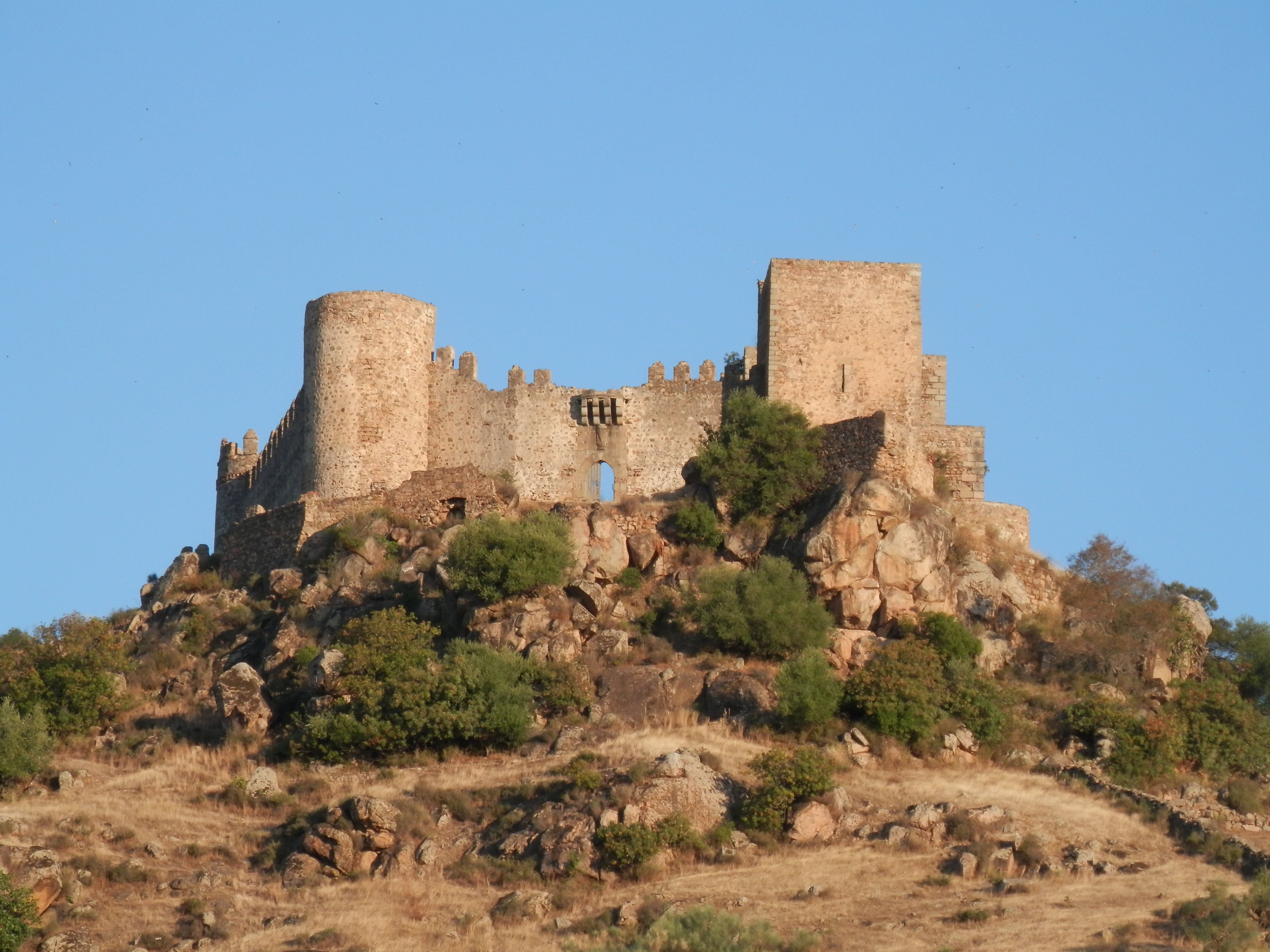
Château de Burguillos.

| Commanderie             | Ville actuelle (ou à proximité) | Observations                                           |
| ----------------------- | ------------------------------- | ------------------------------------------------------ |
| Alconétar               | Garrovillas de Alconétar        | [ 8 ]                                                  |
| Capilla                 | Capilla                         | Château de Capilla (es) (9 sept. 1236)                 |
| Jerez de los Caballeros | Jerez de los Caballeros         | [ 9 ]                                                  |
| Plasencia               | Plasence                        | , Possession mineure d'après Ramos et Montaña Conchiña |

| Localisation en Estrémadure (Liens vers les articles correspondants) |
| --- |
| \| Alentejo Andalousie Castille- La Manche Castille-et-León Centre Portugal Alconétar - Capilla Jerez de los Caballeros Plasencia Almorchón Alconchel Benavente Bernardo Burguillos Cañaveral Coria Garlitos Higuera Olivenza Siruela Ventoso \| |
| Alentejo Andalousie Castille- La Manche Castille-et-León Centre Portugal Alconétar - Capilla Jerez de los Caballeros Plasencia Almorchón Alconchel Benavente Bernardo Burguillos Cañaveral Coria Garlitos Higuera Olivenza Siruela Ventoso       |

## Autres biens
- Dépendant de  la commanderie d'Alconétar
  - Château de Benavente de Sequeros (es)[11], municipalité de Zarza la Mayor
  - Château de Bernardo (es) (1166) dit aussi de Las Moreras et le village attenant de Peñas Rubias[12], municipalité de Zarza la Mayor
  - Château de Cabeza de Esparragal (es) (xiie siècle)[N 1]
  - Cabezón (château, 1167)[N 2], Benavente de Sequeros, Cañaveral, Garrovillas[13]
  - Seigneurie de Coria[14] (1168-1191)[N 3]
  - Château de Floripes (Alconétar) (es), Garrovillas de Alconétar[5]
  - Hinojal, Monroy, Talaván et Santiago del Campo[N 4]
- Dépendant de  la commanderie de Jerez de los Caballeros:
  - Château d'Alconchel (es) (1264-1312), à Alconchel[15],[14]
  - Château de Burguillos del Cerro (es)[14], Burguillos del Cerro
  - Château de Fregenal (es), Fregenal de la Sierra[16]
  - Château de Higuera de Vargas (es)[14]
  - Olivenza[17],[18]
  - Táliga (1284)[18]
  - Villanueva de Barcarrota [18] ou Villanueva de Los Santos[19] (1284)
  - Château de Ventoso[N 5] , Valencia del Ventoso[5]
- Dépendant de la baillie de Capilla:
  - Château d'Almorchón (es) à Almorchón (es)[5] (12 déc. 1236)
  - Les Dehesas de Garbayuela, Yuntas[N 6], Toconal[N 7], Almorchón et Rencón de Suja[N 8],[20]
  - Garlitos (1236) et Siruela[21]
  - Le territoire de la baillie comprenait les actuels villages de Baterno, Cabeza del Buey, Garbayuela, La Provichuela (Poblachuela?), Peñalsordo, Risco, Sancti-Spíritus, Tamurejo, Zarza Capilla[21]

- Château de Puebla de Alcocer[14]
- Château de Portezuelo (es), Portezuelo[12] qu'ils ne parvinrent pas à défendre.
- Château de Santibáñez (es), Santibáñez el Alto[12]

### Possessions douteuses ou à vérifier
- Château de Trevejo (es), Trevejo (es), commune de Villamiel[12],[14],[N 9].

- dans la province de Caceres:
  - Hervás, Santibáñez el Alto et Portezuelo
  - Château de Segura de Toro (es)[N 10]
- Aceuchal, Fuentes de León, Lares (château)[22]